# Choque de Cultura
Choque de Cultura é um programa produzido pela TV Quase e veiculado no YouTube desde 21 de novembro de 2016. Também foi exibido na televisão pela Rede Globo entre 2018 e 2019 e pelo Canal Brasil em 2020.

## Histórico
Criado em 2016, o programa simula uma mesa redonda sobre cinema e séries de TV, tendo no lugar de críticos tradicionais quatro motoristas de vans. Série de maior sucesso do grupo, chegou a atingir mais de 1 milhão de visualizações em alguns de seus episódios.
Depois de duas temporadas no YouTube, em 2016 e 2017, com os vídeos sendo publicados também no canal Omelete, Choque de Cultura estreou na Rede Globo em 30 de setembro de 2018, como complemento da sessão de filmes Temperatura Máxima, exibida nos domingos à tarde. Encerrada a temporada na Globo, os episódios voltaram a ser veiculados no canal da TV Quase no YouTube. Em 28 de julho de 2019 estreou a segunda temporada do programa na Globo, agora sob nova direção, o programa agora se torna uma espécie de programa de auditório, com plateia e cenário. O Programa ganha novo cenário, novos grafismos e passa a se chamar Choque de Cultura Show.
No dia 17 de julho de 2020 foi anunciado que a nova temporada será exibida no Canal Brasil e os episódios serão disponibilizados no canal da TV Quase no YouTube. Contando com 12 episódios, a temporada terá como tema o cinema nacional.

## Elenco
- Caito Mainier - Rogerinho do Ingá
- Daniel Furlan - Renan de Almeida
- Raul Chequer - Maurílio dos Anjos
- Leandro Ramos - Julinho da Van[8]

## Episódios

### Temporada 1
| Episódio | Data                   | Título                                          | Tema                                             |
| -------- | ---------------------- | ----------------------------------------------- | ------------------------------------------------ |
| 1        | 21 de novembro de 2016 | Harry Potter Sem Harry Potter                   | Fantastic Beasts and Where to Find Them          |
| 2        | 21 de novembro de 2016 | Animais Fantásticos - Só Magia TOP              | Fantastic Beasts and Where to Find Them          |
| 3        | 24 de abril de 2017    | Velozes e Furiosos é Arte                       | The Fate of the Furious                          |
| 4        | 1 de maio de 2017      | Vin Diesel vs Bruce Willis vs The Rock          | The Fate of the Furious                          |
| 5        | 8 de maio de 2017      | A Melhor Comédia do Ano - Trailer do Plano Real | Real: O Plano por Trás da História               |
| 6        | 15 de maio de 2017     | O Matrix Brasileiro                             | Real: O Plano por Trás da História               |
| 7        | 22 de maio de 2017     | Piratas, Macacos e Johnny Depp                  | Pirates of the Caribbean: Dead Men Tell No Tales |
| 8        | 29 de maio de 2017     | Johnny Depp é Show                              | Pirates of the Caribbean: Dead Men Tell No Tales |

### Temporada 2
| Episódio | Data                    | Título                                    | Tema                                          |
| -------- | ----------------------- | ----------------------------------------- | --------------------------------------------- |
| 9        | 7 de dezembro de 2017   | Star Wars é Velozes e Furiosos do espaço! | Star Wars: The Last Jedi                      |
| 10       | 14 de dezembro de 2017  | Stranger Things é novela de criança       | Stranger Things                               |
| 11       | 21 de dezembro de 2017  | Melhores filmes de Natal                  | Diversos                                      |
| 12       | 4 de janeiro de 2018    | Internet, Macacos e Mãe!                  | Retrospectiva 2017                            |
| 13       | 11 de janeiro de 2018   | Explicando A Forma da Água                | The Shape of Water                            |
| 14       | 18 de janeiro de 2018   | Top Socão na Cara                         | Diversos                                      |
| 15       | 25 de janeiro de 2018   | Explicando 2001 Uma Odisseia no Espaço    | 2001: A Space Odyssey                         |
| 16       | 1 de fevereiro de 2018  | Marvel vs DC                              | Diversos                                      |
| 17       | 8 de fevereiro de 2018  | Carnaval, Enterro e o Desejo de Matar     | Death Wish                                    |
| 18       | 15 de fevereiro de 2018 | O Circo do Wolverine                      | O Grande Circo Místico e The Greatest Showman |
| 19       | 22 de fevereiro de 2018 | Cinema, Videogame e Meritocracia          | Tomb Raider                                   |
| 20       | 1 de março de 2018      | Oscar do Choque de Cultura                | Diversos                                      |

### Choque na Globo
| Episódio            | Data                                        | Título                                                | Tema                                                            |
| ------------------- | ------------------------------------------- | ----------------------------------------------------- | --------------------------------------------------------------- |
| Choque na Globo #1  | 30 de setembro de 2018                      | Era do Gelo 4 e Márcio Garcia                         | A Era do Gelo 4                                                 |
| Choque na Globo #2  | 7 de outubro de 2018                        | Especial Uma Noite no Museu                           | Uma Noite no Museu 2 + Uma Noite no Museu 3: O Segredo da Tumba |
| Choque na Globo #3  | 14 de outubro de 2018                       | Amanhecer - Parte 2: O Final e o bebê computadorizado | A Saga Crepúsculo: Amanhecer - Parte 2: O Final                 |
| Choque na Globo #4  | 21 de outubro de 2018                       | Operação Zodíaco e a beleza da violência              | Operação Zodíaco                                                |
| Choque na Globo #5  | 28 de outubro de 2018                       | Especial Gente Grande                                 | Gente Grande + Gente Grande 2                                   |
| Choque na Globo #6  | 4 de novembro de 2018                       | Need For Speed                                        | Need For Speed: O Filme                                         |
| Choque na Globo #7  | 11 de novembro de 2018 Somente no Gshow.com | Pixels e o mundo dos videogames em 8-bits             | Pixels                                                          |
| Choque na Globo #8  | 18 de novembro de 2018                      | Tomorrowland e a Terra do Amanhã                      | Tomorrowland - Um Lugar Onde Nada é Impossível                  |
| Choque na Globo #9  | 25 de novembro de 2018                      | Homem de Ferro: Último filme da franquia              | Homem de Ferro 3                                                |
| Choque na Globo #10 | 2 de dezembro de 2018                       | Círculo de Fogo: Primeiro filme da franquia           | Círculo de Fogo                                                 |
| Choque na Globo #11 | 9 de dezembro de 2018 Somente no Gshow.com  | Terremoto, Dwayne salvando o domingo                  | Terremoto: A Falha de San Andreas                               |

### Temporada 3
| Episódio | Data                   | Título                                                       | Tema                        |
| -------- | ---------------------- | ------------------------------------------------------------ | --------------------------- |
| 32       | 17 de dezembro de 2018 | Se Eu Fosse Você 2, o filme mais complexo de todos os tempos | Se Eu Fosse Você 2          |
| 33       | 24 de dezembro de 2018 | Game Of Thrones, a série mais natalina que tem               | Game of Thrones             |
| 34       | 31 de dezembro de 2018 | CHOQUE DA VIRADA: 2º Prêmio Carburador de Prata              | Diversos                    |
| 35       | 7 de janeiro de 2019   | Homem-Aranha no Aranhaverso, é muito homem aranha!           | Homem-Aranha no Aranhaverso |
| 36       | 14 de janeiro de 2019  | O que é Dragon Ball?                                         | Dragon Ball Super: Broly    |
| 37       | 21 de janeiro de 2019  | Meu fusca não cala a boca                                    | Bumblebee                   |
| 38       | 28 de janeiro de 2019  | Creed 2, a pedagogia do espancado                            | Creed II                    |

### Choque de Cultura Show
| Episódio                   | Data                   | Titulo                                            | Tema                                              |
| -------------------------- | ---------------------- | ------------------------------------------------- | ------------------------------------------------- |
| Choque de Cultura Show #1  | 28 de julho de 2019    | Thor: O Mundo Sombrio                             | Thor: O Mundo Sombrio                             |
| Choque de Cultura Show #2  | 4 de agosto de 2019    | O Espetacular Homem-Aranha 2: A Ameaça de Electro | O Espetacular Homem-Aranha 2: A Ameaça de Electro |
| Choque de Cultura Show #3  | 11 de agosto de 2019   | Godzilla                                          | Godzilla                                          |
| Choque de Cultura Show #4  | 18 de agosto de 2019   | Juntos e Misturados                               | Juntos e Misturados                               |
| Choque de Cultura Show#5   | 25 de agosto de 2019   | Capitão América 2: O Soldado Invernal             | Capitão América 2: O Soldado Invernal             |
| Choque de Cultura Show #6  | 1 de setembro de 2019  | Caça-Fantasmas                                    | Caça-Fantasmas                                    |
| Choque de Cultura Show #7  | 8 de setembro de 2019  | O Homem de Aço                                    | O Homem de Aço                                    |
| Choque de Cultura Show #8  | 15 de setembro de 2019 | O Bom Gigante Amigo                               | O Bom Gigante Amigo                               |
| Choque de Cultura Show #9  | 22 de setembro de 2019 | Guardiões da Galáxia                              | Guardiões da Galáxia                              |
| Choque de Cultura Show #10 | 29 de setembro de 2019 | A Espiã Que Sabia de Menos                        | A Espiã Que Sabia de Menos                        |
| Choque de Cultura Show #11 | 6 de outubro de 2019   | Vingadores: Era de Ultron                         | Vingadores: Era de Ultron                         |
| Choque de Cultura Show #12 | 13 de outubro de 2019  | As Tartarugas Ninja: Fora das Sombras             | As Tartarugas Ninja: Fora das Sombras             |
| Choque de Cultura Show #13 | 20 de outubro de 2019  | Animais Fantásticos e Onde Habitam                | Animais Fantásticos e Onde Habitam                |

OBS: Os episódios dessa temporada tinham como titulo apenas o nome do filme.

### Temporada 4
| Episódio | Data                    | Título                               | Tema                             |
| -------- | ----------------------- | ------------------------------------ | -------------------------------- |
| 54       | 11 de dezembro de 2020  | Tropa de Elite                       | Tropa de Elite                   |
| 55       | 18 de dezembro de 2020  | Bacurau é um Filme                   | Bacurau                          |
| 56       | 25 de dezembro de 2020  | Cidade de Deus é Senhor dos Anéis?   | Cidade de Deus                   |
| 57       | 2 de janeiro de 2021    | Nosso Lar x 10 Mandamentos           | Nosso Lar, Os Dez Mandamentos    |
| 58       | 8 de janeiro de 2021    | Filmes Brasileiros Premiados Lá Fora | Diversos                         |
| 59       | 15 de janeiro de 2021   | Música                               | Diversos                         |
| 60       | 22 de janeiro de 2021   | Cazuza x 2 Filhos de Francisco       | Cazuza, Dois Filhos de Francisco |
| 61       | 29 de janeiro de 2021   | Glauber Rocha é Bom?                 | Glauber Rocha                    |
| 62       | 05 de fevereiro de 2021 | Filmes de Rodrigo                    | Rodrigo Santoro                  |

### Temporada 5
| Episódio | Data                | Título                            | Tema                       |
| -------- | ------------------- | --------------------------------- | -------------------------- |
| 64       | 22 de abril de 2023 | Prólogo                           | Volta de Rogerinho do Ingá |
| 65       | 07 de maio de 2023  | John Wick, a Carla Perez da morte | Franquia John Wick         |
| 66       | 14 de maio de 2023  | Hassum Vida e Obra                | Obra de Leandro Hassum     |

### Live do Oscar
Além, claro, dos já citador episódios, o Choque de Cultura ficou muito famoso por suas lives de apresentação do Oscar. Mantendo a tradição desde seu início, esses programas são todos filmados e transmitidos na hora do evento, estendendo-se por horas a fio. Por conta disso, muitos veículos de imprensa acabaram destacando a obstinação dos atores de conseguirem sustentar a lógica daqueles personagens sem deixar esmorecer, garantindo uma verossimilhança muito grande. 

### Ambiente de Música
No fim de 2021, a partir de um enredo que justificava a aparente contradição em um ponto do roteiro que colocava o personagem Rogerinho do Ingá e os demais pilotos em uma situação de fuga, o conteúdo que antes tinha formatos de vídeos, ganha forma de podcast, cujo assunto, nesse momento, vira música.
Produzido pelo Canal Brasil, Ambiente de Música, o podcast, está atualmente na quarta temporada.

### Livro
Em 2018, Mainier, Furlan, Chequer e Ramos, além de Juliano Enrico, David Benincá, Fernando Fraiha e Pedro Leite, publicaram o livro Choque de Cultura - 79 Filmes Pra Assistir Enquanto Dirige (Editora Record).